# Кадерцоне Терме
Кадерцоне Терме (итал. Caderzone Terme) је насеље у Италији у округу Тренто, региону Трентино-Јужни Тирол.
Према процени из 2011. у насељу је живело 645 становника. Насеље се налази на надморској висини од 719 м.

## Становништво
| 1931. | 1936. | 1951. | 1961. | 1971. | 1981. | 1991. | 2001. | 2011. |
| ----- | ----- | ----- | ----- | ----- | ----- | ----- | ----- | ----- |
| 551   | 426   | 524   | 479   | 467   | 532   | 534   | 602   | 669   |